# Vierge de l'humilité (Masolino, Munich)
Pour les articles homonymes, voir Vierge de l'humilité et Vierge de l'humilité (Masolino ou Pesello).
La Vierge de l'humilité (en italien, Madonna dell'Umilta) est une œuvre attribuée au peintre italien Masolino da Panicale. Il s'agit d'une peinture à tempera et fond or sur panneau (95,5 × 57 cm) datable de 1435 environ et conservée à la Alte Pinakothek de Munich. 

## Description et style
L'œuvre montre la Vierge assise sur un oreiller posé sur le sol (d'où la typologie « d'humilité »), tandis qu'elle découvre un sein pour allaiter, auquel l'Enfant Jésus s'agrippe avec un geste naturaliste. Le type de la Vierge de l'humilité contrastait avec celui de la Maestà, où Marie était représentée en majesté sur un trône. L'iconographie était très fréquente à Florence entre la fin du XIVe et les premières décennies du XVe siècle.
Sur les côtés, deux paires d'anges prient, tandis qu'au-dessus est représentée la Trinité, avec le Père entre les chérubins et les séraphins, tenant un livre avec l'alpha et l'oméga et indiquant la colombe du Saint-Esprit, qui descend vers Marie. 
L'œuvre est conforme aux préceptes du style gothique international. La douce nuance dans le visage de la Vierge, d’une grande douceur, est typique des œuvres du maître et certains traits confèrent à l’œuvre un ton de réalisme, même léger, mais suffisant pour faciliter la collaboration avec Masaccio, faisant de Masolino le peintre actif à Florence le plus prompt à saisir les nouveautés. Cela se voit surtout dans la figure de l'enfant, qui semble modelé selon une certaine plasticité, et dans des détails plus libres, tels que la position de sa jambe entrelacée avec le bras de sa mère.